# S-2 Sopka
L' S-2 Sopka (in cirillico: C-2 Сопка, nome in codice NATO: SSC-2b Samlet) è stato un sistema missilistico costiero mobile di fabbricazione sovietica, basato sul missile cruise anti-nave KS-1 Kometa e diffusosi principalmente nei paesi del blocco sovietico, quali Polonia e Germania dell'Est, a partire dagli anni '60.
Più raramente designato con la sigla 4K87, dal codice GRAU del missile da cui deriva, fu sviluppato a partire dal 1955 dall'OKB-155 per neutralizzare navi di superficie di varie dimensioni.
Schierato anche presso altre forze armate, quali quelle cubane ed egiziane, nel 1973 entrò in azione contro le imbarcazioni della marina israeliana nel corso della Guerra del Kippur. Entrò in servizio nei ranghi delle forze armate sovietiche nel 1958 dove rimase, nonostante l'evidente obsolescenza, fino al 1980.
Venne sviluppata anche una versione fissa denominata S-2 Strela (in cirillico: C-2 Стрела, nome in codice NATO: SSC-2a Salish), entrata in servizio nel 1957, rapidamente dismessa in favore dei più moderni sistemi missilistici costieri Utes.

## Sviluppo
Iniziato lo sviluppo nel 1955, i test di fabbrica presero luogo presso il campo di addestramento di Pesčanaja Balka in Crimea nel 1957. Da novembre a dicembre dello stesso anno, furono effettuati 4 lanci tutti completati con successo, nonostante uno di questi, il secondo, impattò la boa di ormeggio del bersaglio anziché il bersaglio stesso.
Durante i test di Stato svoltisi dall'agosto all'ottobre 1958, altri 11 lanci furono effettuati nello stesso sito di prova (il bilancio fu di 3 test falliti, 7 parzialmente riusciti ed 1 completamente riuscito) a seguito dei quali il 19 dicembre dello stesso anno il complesso fu adottato per ordine dell'allora comandante in capo della Marina dell'URSS ammiraglio Gorškov.

## Impiego
Nel 1958-1960, 6 reggimenti missilistici costieri furono delle forze armate dell'URSS furono armate con i complessi Sopka:
- 2 reggimenti nella Flotta del Baltico (il 27° nella regione di Baltijsk ed il 10° a Ventspils)
- 2 reggimenti nella Flotta del Pacifico (il 21° nella penisola della Kamčatka ed il 528° a Primor'e)
- 1 reggimento nella Flotta del Mar Nero (il 51° schierato su Capo Fiolent in Crimea)
- 1 reggimento nella Flotta del Nord (il 501° nella penisola di Rybačij)

Nell'agosto 1962, nel quadro dell'operazione Anadyr, che ha causato la crisi missilistica cubana, il 51º reggimento missilistico costiero fu schierato a Cuba a supporto delle forze armate locali: il contingente era formato da 4 divisioni di 2 lanciatori ciascuna, armate di 8-10 Sopka ciascuna.
Successivamente, tale materiale fu trasferito in gestione alle forze armate cubane.
Nel 1964, il complesso fu adottato dagli eserciti della Repubblica Democratica Tedesca e della Polonia, mentre nella seconda metà degli anni Sessanta fu esportato in numerosi altri paesi del blocco orientale.
I sistemi Sopka presero anche parte alla guerra dello Yom Kippur: il 9 ottobre 1973, infatti, 5 missili da crociera furono lanciati dalla zona di Alessandria contro imbarcazioni israeliane. Il risultato di tale azione fu di un'imbarcazione affondata ed una danneggiata, ma il rapporto del comando israeliano rigettò tali affermazioni.

## Composizione
Una batteria del Sopka comprendeva:
- 4 lanciatori trainati B-163
- 8 missili da crociera S-2 Sopka su semirimorchi da trasporto PR-15
- 1 radar di rilevamento bersagli Mys
- 2 radar di scorta Burun-E
- 2 posto comando dotato di radar di guida S-1M

## Versioni
S-2 Sopka: sistema costiero mobile
S-2 Strela: sistema costiero fisso analogo all'S-2 Sopka ed entrato in servizio il 30 agosto 1957. Nel 1964 fu presa la decisione di ri-equipaggiare entrambi i reggimenti con il nuovo complesso Utes basato sul missile da crociera P-35.

## Utilizzatori
- Unione Sovietica
- Bulgaria
- Cuba
- Germania Est
- Egitto
- Polonia
- Siria